# Linoni
I Linoni erano una stirpe slava, che era insediata dal IX all'XI secolo nella zona dell'odierno Prignitz occidentale a nordovest della regione del Brandeburgo. Il loro avamposto era Lunkini (anche Lunzini), oggi Lenzen. Essi intrattenevano stretti rapporti con i vicini Obodriti, dalla cui stirpe essi stessi probabilmente discendevano.

## Denominazione
Non è chiaro se la loro denominazione era propria o loro affibbiata da altri. Accanto a Linones si trovano nelle fonti scritte di pronuncia fonetica analoga nomi come Hilinones, Linai, Lini, Linaa, Lingones oder Linguones e il nome del loro insediamento è indicato come Linagga.
Esso potrebbe essere derivato da Glina, con il quale dovevano essere identificati fiumi, ruscelli e campi coltivati 

## Insediamento
L'insediamento dei Linoni si estendeva nel IX secolo lungo il fiume Elba da Wehningen, a nord di Dömitz, fino a Lenzen. Qui, nel X secolo, fu eretta una rocca che dominava un importante attraversamento dell'Elba. Il confine dell'insediamento era segnato dal fiume Elde, ad eccezione dei dintorni di Parchim, così come da Lübz fino all'estremità meridionale del lago di Plau. Qui stavano le stirpi degli Smeldingi e dei Bethenici. Ad est una zona boscosa tra Ture e Pritzwalk  divideva i Linoni dai Dossani (dal fiume Dosse) intorno a Wittstock/Dosse, a sud un cosiddetto Rodahn, ampia zona boscosa, li divideva dai Briezani/Nieletzi intorno ad Havelberg: ad un viaggiatore, per attraversare il Rodahn, ci volevano due giorni. Secondo i ritrovamenti archeologici, il baricentro dell'insediamento dei Linoni si trovava fra Grabow e Putlitz.
Le prime roccaforti slave si trovavano a Frehne, Mankmuß, Pinnow, Stavenow, Dallmin, Dambeck, Brunow, Wulfsahl, Marnitz e Muchow.
Non è chiaro se Linoni risiedessero anche sulla riva sinistra dell'Elba, nell'odierno circondario di Lüchow-Dannenberg.

## Storia
Le prime notizie sui Linoni le abbiamo da una registrazione negli Annales Regni Francorum dell'anno 808. I Linoni sarebbero, come i due terzi degli Obodriti e la stirpe degli Smeldingi, caduti sotto il dominio re dell'alleato Drasco e passati al re danese Gudfred. Carlo Magno, per garantirsi la sicurezza dei confini, inviò suo figlio Carlo il Giovane con un esercito all'Elba. Poiché però i danesi non fecero alcun preparativo d'inoltrarsi dal mar Baltico nell'entroterra, Carlo il Giovane fece costruire un ponte sull'Elba e condusse il suo esercito contro i Linoni e gli Smeldingi, devastò i loro territori e riattraversò quindi il fiume con il suo esercito, rientrando in Sassonia. La spedizione punitiva contro gli infedeli Linoni pare sia stata di dubbio successo. Contrariamente a quanto evidenziato a parte negli Annales Regni Francorum , secondo il Chronicon Moissiacense non si sarebbero lamentate perdite tra i francesi. Anche i tentativi intrapresi da Drasco per riportare con mezzi militari i Linoni sotto la sua autorità non ebbero successo.
Dopo che i Franchi, nell'810, avevano dovuto subire persino la perdita del Castello sull'Höhbeck a causa di un attacco dei Veleti, alleati del Linoni, nell'811 Carlo Magno raccolse nuovamente un grosso esercito contro i Linoni, con lo scopo di liberare la zona al di là dei confini dell'Impero. Pare che anche questa campagna abbia avuto un limitato successo, poiché nell'anno successivo vennero alla fine inviate, con la collaborazione degli Obodriti, tre divisioni nel Priegnitz, per combattere i Veleti, alleati dei Linoni.
Nelle cronache per l'anno 839 e 858 i Linoni sarebbero nuovamente passati dalla parte degli Obodriti. Per prima cosa Ludovico il Pio inviò un esercito sassone contro Obodriti e Linoni, quindi Ludovico II il Germanico, senza che si fosse tramandata l'alleanza fra Linoni e Obodriti, si trovò nella medesima situazione.
In ogni caso i Linoni vennero considerati una federazione autonoma. Il Geografo bavarese li indica nella metà del IX secolo come populus. Infine essi furono citati per l'877 da fonti franche, come se essi si rifiutassero di versare alla signoria franca i tributi.
Da questo passaggio del testo la ricerca ha recentemente dedotto, che si sarebbe potuto trattare per i Linoni non di una stirpe con una sua struttura di governo e di organizzazione, bensì di un obbligo degli abitanti della regione dell'Elba di versare un tributo e che nel territorio i Franchi avrebbero istituito una rudimentale struttura amministrativa per il loro incasso.